# Lathyrus allardii
Lathyrus allardii är en ärtväxtart som beskrevs av Jules Aimé Battandier. Lathyrus allardii ingår i släktet vialer, och familjen ärtväxter. Inga underarter finns listade i Catalogue of Life.